# Miss Guadalupe
Miss Guadalupe es un concurso de belleza francés que selecciona una representante de la región de ultramar de Guadalupe para el concurso nacional Miss Francia. La primera Miss Guadalupe fue coronada en 1937, aunque el certamen no se llevó a cabo con regularidad hasta 1977.
La actual Miss Guadalupe es Naomi Torrent, quien fue coronada Miss Guadalupe 2025 el 20 de julio de 2025. Un total de cuatro mujeres de Guadalupe han sido coronadas Miss Francia:
- Véronique de la Cruz, quien fue coronada Miss Francia 1993
- Corinne Coman, quien fue coronada Miss Francia 2003
- Clémence Botino, quien fue coronada Miss Francia 2020
- Indira Ampiot, quien fue coronada Miss Francia 2023

## Resumen de resultados
- Ganadoras de Miss Francia: Véronique de la Cruz (1992); Corinne Coman (2002); Clémence Botino (2020); Indira Ampiot (2023)
- Primeras finalistas: Sandra Bisson (2001); Ophély Mezino (2018)
- Segunda finalista: Paulette Battet (1984)
- Terceras finalistas: Francette Bulin (1990); Ludmilla Canourgues (1994); Alicia Bausivoir (1995); Patricia Sellin (1996); Morgane Thérésine (2016); Jalylane Maës (2023)
- Cuartas finalistas: Joëlle Ursull (1978); Chloé Deher (2013)
- Quinta finalista: Elydie Billioti de Gage (1979)
- Sexta finalista: Micheline Babin (1980)
- Top 12/Top 15: Marie-Laure Thomaseau (1989); Daïana Mary (2003); Mandy Falla (2007); Rebecca Erivan (2008); Chloé Mozar (2014); Kenza Andreze-Louison (2020)

## Galería

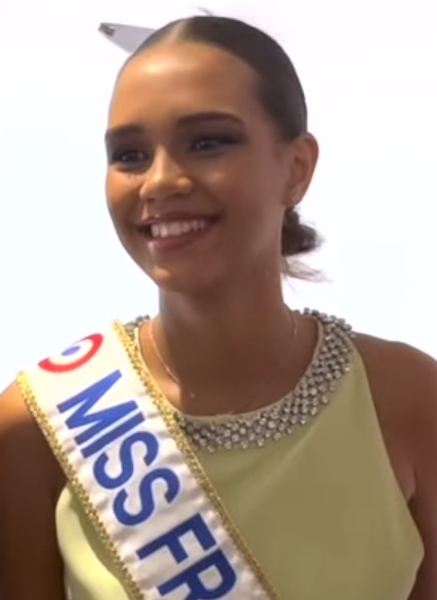
Miss Guadalupe 2022 y Miss Francia 2023 Indira Ampiot
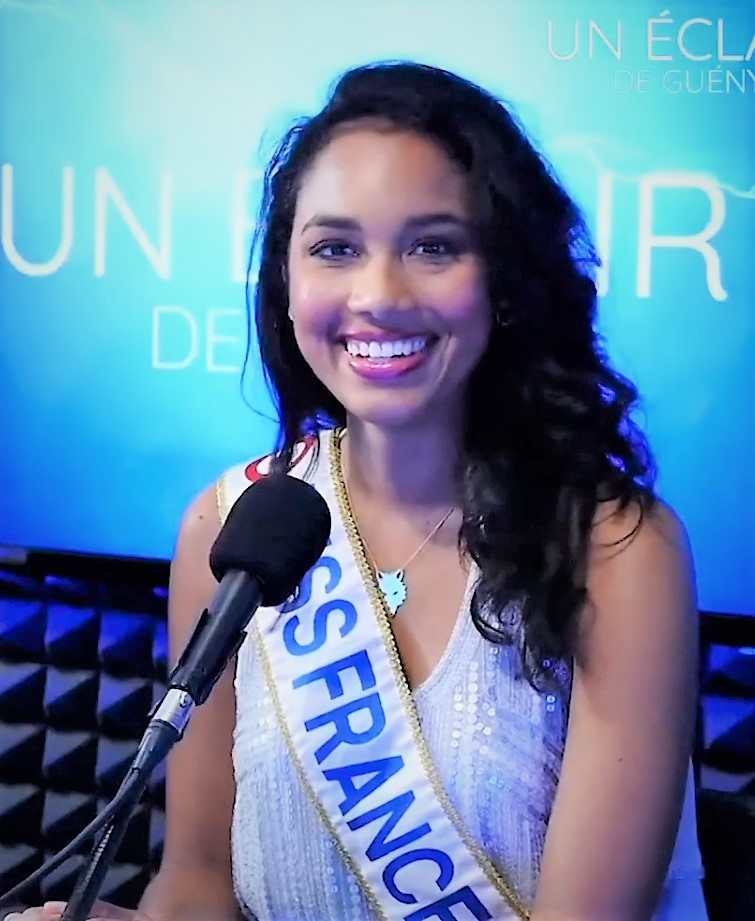
Miss Guadalupe 2019 y Miss Francia 2020 Clémence Botino
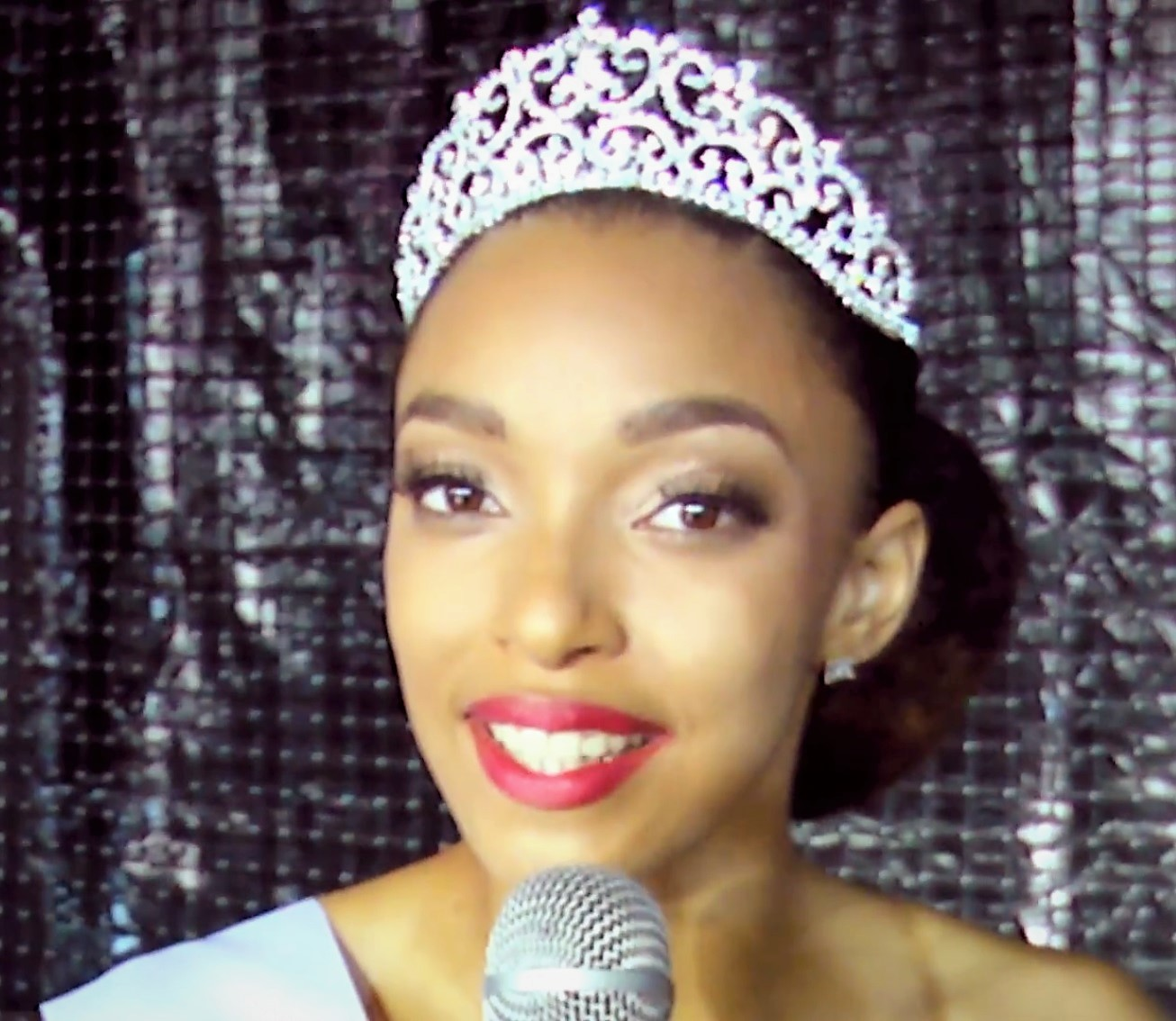
Miss Guadalupe 2018 Ophély Mézino
Miss Guadalupe 2016 Morgane Thérésine
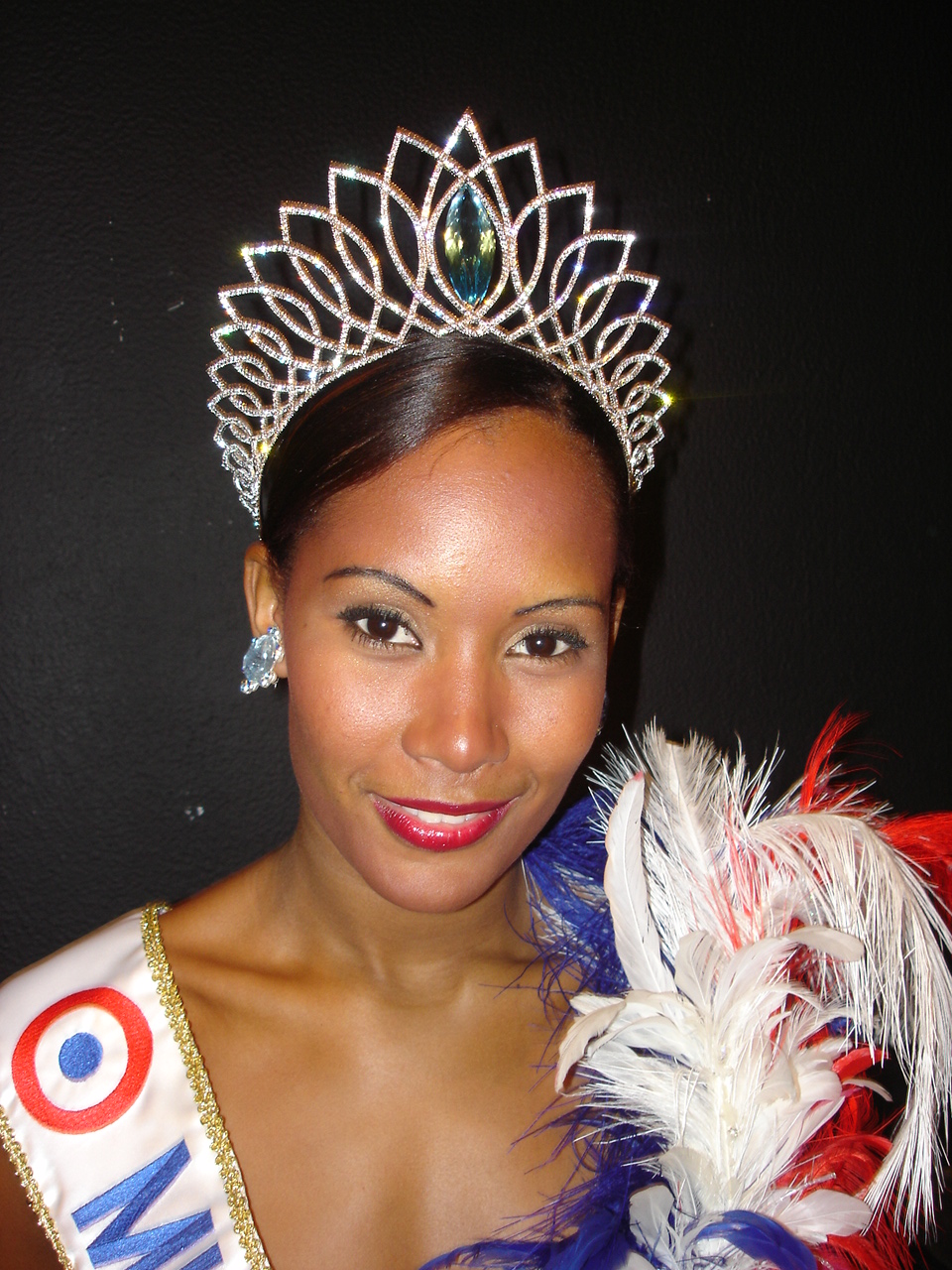
Miss Guadalupe 2002 y Miss Francia 2003 Corinne Coman

## Ganadoras
| Año  | Nombre                    | Edad | Altura          | Ciudad natal   | Posición en Miss Francia | Notas |
| ---- | ------------------------- | ---- | --------------- | -------------- | ------------------------ | --- |
| 2025 | Naomi Torrent             | 30   | 1,77 m (5′ 10″) | Basse-Terre    |                          | |
| 2024 | Moïra André               | 27   | 1,71 m (5′ 7″)  | Terre-de-Bas   | Tercera finalista        | |
| 2023 | Jalylane Maës             | 18   | 1,73 m (5′ 8″)  | Les Abymes     | Tercera finalista        | |
| 2022 | Indira Ampiot             | 18   | 1,77 m (5′ 10″) | Basse-Terre    | Miss Francia 2023        | |
| 2021 | Ludivine Edmond           | 20   | 1,76 m (5′ 9″)  | Gourbeyre      |                          | |
| 2020 | Kenza Andreze-Louison     | 20   | 1,76 m (5′ 9″)  | Baie-Mahault   | Top 15                   | |
| 2019 | Clémence Botino           | 22   | 1,75 m (5′ 9″)  | Le Gosier      | Miss Francia 2020        | Top 10 en Miss Universo 2021 (representando a Francia) Top 40 en Miss Mundo 2023 (representando a Francia)                                               |
| 2018 | Ophély Mézino             | 19   | 1,72 m (5′ 8″)  | Morne-à-l'Eau  | Primera finalista        | 1.ª finalista en Miss Mundo 2019 (representando a Francia)                                                                                               |
| 2017 | Johane Matignon           | 18   | 1,75 m (5′ 9″)  | Saint-François |                          | |
| 2016 | Morgane Thérésine         | 20   | 1,77 m (5′ 10″) | Le Gosier      | Tercera finalista        | Compitió en Miss Mundo 2018 (representando a Guadalupe)                                                                                                  |
| 2015 | Johanna Delphin           | 20   | 1,77 m (5′ 10″) | Baie-Mahault   |                          | Delphin fue coronada Miss Guadalupe e Islas del Norte (en francés: Miss Guadeloupe-Îles du Nord), y representó a Guadalupe, San Martín, y San Bartolomé. |
| 2014 | Chloé Mozar               | 18   | 1,80 m (5′ 11″) | Les Abymes     | Top 12                   | |
| 2013 | Chloé Deher               | 18   | 1,77 m (5′ 10″) | Terre-de-Haut  | Cuarta finalista         | |
| 2012 | Cynthia Tinédor           | 20   | 1,75 m (5′ 9″)  | Sainte-Rose    |                          | |
| 2011 | Cindy Le Pape             | 21   | 1,72 m (5′ 8″)  | Le Moule       |                          | |
| 2010 | Jenny Vulgaire            | 21   | 1,73 m (5′ 8″)  | Petit-Bourg    |                          | |
| 2009 | Angélique Duro            | 21   | 1,78 m (5′ 10″) | Saint-François |                          | |
| 2008 | Rebecca Erivan            | 18   | 1,84 m (6′ 0″)  | Basse-Terre    | Top 12                   | |
| 2007 | Mandy Falla               | 18   | 1,76 m (5′ 9″)  | Les Abymes     | Top 12                   | |
| 2006 | Safia Randal              | 18   | 1,76 m (5′ 9″)  | Petit-Bourg    |                          | |
| 2005 | Jessy Gamon               | 20   | 1,77 m (5′ 10″) | Baie-Mahault   |                          | |
| 2004 | Maïté Baptiste            | 19   | 1,80 m (5′ 11″) | Le Moule       |                          | |
| 2003 | Daïana Mary               | 19   | 1,77 m (5′ 10″) | Saint-François | Top 12                   | |
| 2002 | Corinne Coman             | 19   | 1,79 m (5′ 10″) | Sainte-Anne    | Miss Francia 2003        | |
| 2001 | Sandra Bisson             | 21   | 1,75 m (5′ 9″)  | Pointe-à-Pitre | Primera finalista        | |
| 2000 | Sabrina Cyrille           | 18   | 1,75 m (5′ 9″)  | Gourbeyre      |                          | |
| 1999 | Sylvie Albina             | 18   | 1,76 m (5′ 9″)  | Basse-Terre    |                          | |
| 1998 | Suzanne Galin             | 21   | 1,74 m (5′ 9″)  | Les Abymes     |                          | |
| 1997 | Estelle Tite              | 18   | 1,81 m (5′ 11″) | Sainte-Anne    |                          | |
| 1996 | Patricia Sellin           | 18   |                 | Sainte-Anne    | Tercera finalista        | |
| 1995 | Alicia Bausivoir          |      |                 | Les Abymes     | Tercera finalista        | |
| 1994 | Ludmilla Canourgues       | 18   |                 | Les Abymes     | Tercera finalista        | |
| 1993 | Béatrice Levalois         |      |                 | Le Gosier      |                          | |
| 1992 | Véronique de la Cruz      | 18   | 1,75 m (5′ 9″)  | Saint-François | Miss Francia 1993        | Compitió en Miss Universo 1993 y fue Top 10 en Miss Mundo 1993 (representando a Francia)                                                                 |
| 1991 | Sylvana Garnier           |      |                 | Pointe-Noire   |                          | |
| 1990 | Francette Bulin           | 20   | 1,74 m (5′ 9″)  | Basse-Terre    | Tercera finalista        | |
| 1989 | Marie-Laure Thomaseau     |      |                 | Pointe-à-Pitre | Top 12                   | |
| 1988 | Gladys Carene             | 18   | 1,69 m (5′ 7″)  |                |                          | |
| 1987 | Adélaïde Annie            |      |                 | Morne-à-l'Eau  |                          | |
| 1986 | Corinne Lumot             |      |                 |                |                          | |
| 1985 | Catherine Carew           |      |                 |                |                          | |
| 1984 | Paulette Battet           |      |                 |                | Segunda finalista        | |
| 1980 | Micheline Babin           | 20   | 1,70 m (5′ 7″)  | Basse-Terre    | Sexta finalista          | |
| 1979 | Elydie Billioti de Gage   |      |                 |                | Quinta finalista         | |
| 1978 | Joëlle Ursull             | 18   | 1,72 m (5′ 8″)  | Morne-à-l'Eau  | Cuarta finalista         | |
| 1977 | Line Debar-Monclair       | 20   | 1,72 m (5′ 8″)  |                |                          | |
| 1955 | Jacqueline Bourgeois Gard | 21   |                 |                | No compitió              | |
| 1937 | Monique Cazalan           |      |                 |                |                          | |